# Johannes Maget
Johannes „nex“ Maget (* 20. Juni 1992) ist ein ehemaliger deutscher E-Sportler.

## Karriere
Johannes „nex“ Maget spielte Anfang 2014 für EnRo Griffins. Nach einigen Turnieren wechselte er zu Planetkey Dynamics und erzielte so seine ersten nennenswerten Erfolge wie den ersten Platz bei den EPS Summer 2014. Mit PkD hat er auch an dem Turnier DreamHack Winter 2014 teilgenommen. Anfang 2015 wechselte nex zu Penta Sports, die bei der ESL One Katowice 2015 teilnahmen und das Viertelfinale erreichten. Anfang Mai 2015 verließ er mit Timo „Spiidi“ Richter und Denis „denis“ Howell Penta Sports und wechselte zu mousesports. Das Team nahm nach kurzer Zeit schon erfolgreich an einigen 99damage Arenen teil. Bei der ersten Saison der Acer Predator Masters, mussten sie sich im Finale gegen HellRaisers geschlagen geben und belegten somit den 2. Platz.
Im Juli 2016 erreichte Maget mit mousesports das Halbfinale der ersten Saison der Eleague. Seit der Verpflichtung von Tomáš „oskar“ Šťastný im August 2016 bis zum Ende des Jahres 2016 ist Maget Ersatzspieler der Mäuse. Am 2. Januar 2017 trat nex dem von Fatih „gob b“ Dayik mitbegründeten Team Berlin International Gaming bei.
Am 23. Dezember 2018 verkündete BIG, dass Maget seit einigen Monaten an Handgelenkschmerzen leidet und sich in medizinische Behandlung geben wird. Mit dem Abgang von Owen „smooya“ Butterfield am 1. Februar 2019 wurde Maget wieder in das aktive Line-Up aufgenommen. Die Behandlung seiner Verletzung macht große Fortschritte und er kann wieder nahezu schmerzfrei spielen. Seit dem Karriereende von Fatih Dayik spielt er gemeinsam mit smooya bei Berlin International Gaming. Am 1. Januar 2020 verkündete die Organisation die Trennung von ihm und smooya.

## Erfolge
Dies ist ein Ausschnitt der Erfolge von nex. Da Counter-Strike in Wettkämpfen stets in Fünfer-Teams gespielt wird, beträgt das persönliche Preisgeld ein Fünftel des gewonnenen Gesamtpreisgeldes des Teams.
| Jahr | Platz   | Turnier                                           | Team                        | Persönliches Preisgeld |
| ---- | ------- | ------------------------------------------------- | --------------------------- | ---------------------- |
| 2012 | 3.      | EPS Germany: Winter 2012 Finals                   | mousesports                 | 0400 €                 |
| 2014 | 1.      | ESL Pro Series Germany: Summer Season 2014 Finals | Planetkey Dynamics          | 0800 €                 |
| 2014 | 1.      | ESL Pro Series Germany: Winter Season 2014 Finals | Planetkey Dynamics          | 0800 €                 |
| 2015 | 1.      | GEFORCE GTX AllStar-Tournament                    | Team nex                    | 0700 €                 |
| 2015 | 5.–8.   | ESL One Katowice 2015                             | Penta Sports                | 02.000 $               |
| 2015 | 3.–4.   | Gfinity CS:GO Summer Masters I 2015               | mousesports                 | 01.000 $               |
| 2015 | 3.–4.   | CEVO CS:GO Season 7 LAN Finals                    | mousesports                 | 02.000 $               |
| 2015 | 2.      | Acer Predator Masters Season 1 Finals             | mousesports                 | 02.000 $               |
| 2015 | 4.      | Intel Extreme Masters X – gamescom                | mousesports                 | 01.100 $               |
| 2015 | 1.      | ESL Sommermeisterschaft 2015 (CS:GO)              | mousesports                 | 0800 €                 |
| 2015 | 2.      | CEVO CS:GO Season 8 LAN Finals                    | mousesports                 | 05.000 $               |
| 2016 | 5.–8.   | DreamHack Masters Malmö 2016                      | mousesports                 | 02.000 $               |
| 2016 | 5.      | Esports Championship Series Season 1 – Europe     | mousesports                 | 05.000 $               |
| 2016 | 3.–4.   | Eleague Season 1                                  | mousesports                 | 014.000 $              |
| 2017 | 2.      | DreamHack Leipzig 2017                            | Berlin International Gaming | 04.000 $               |
| 2017 | 1.      | iGame.com Winter Invitational                     | Berlin International Gaming | 01.500 $               |
| 2017 | 3.      | Copenhagen Games 2017                             | Berlin International Gaming | 01.000 €               |
| 2017 | 1.      | ESL Meisterschaft: Spring 2017                    | Berlin International Gaming | 01.600 €               |
| 2017 | 2.      | ESEA Season 24: Global Challenge                  | Berlin International Gaming | 02.000 $               |
| 2017 | 1.      | PGL Major: Kraków 2017 – European Minor           | Berlin International Gaming | 06.000 $               |
| 2017 | 5. – 8. | PGL Major: Kraków 2017                            | Berlin International Gaming | 07.000 $               |
| 2018 | 2.      | ESL One Cologne 2018                              | Berlin International Gaming | 010.000 $              |
| 2018 | 5. – 8. | Faceit Major: London 2018                         | Berlin International Gaming | 07.000 $               |
| 2018 | 3.      | SuperNova CS:GO Malta                             | Berlin International Gaming | 03.000 $               |